# Stettiner Neueste Nachrichten
Die Stettiner Neuesten Nachrichten waren eine Tageszeitung von 1894 bis 1917.

## Geschichte
1894 gründete der Verleger Friedrich Lange die Pommersche Volksrundschau.
Seit 1896 hieß diese Stettiner Neueste Nachrichten, mit einem Amtsblatt des Königlichen Polizeipräsidiums zu Stettin  Stettin. Amtsblatt vieler Behörden und Oberförstereien.
1902 übernahm sie August Huck mit dem Verleger Ferdinand Koch, Redakteur war W. von Reisewitz 1903. Seit 1904 erschien sie in der Stettiner Verlags-Anstalt, der leitende Redakteur war Otto Fr. Koch mindestens von 1905 bis 1909, danach Hans Walter Fischer (1913). 
Es gab mehrere Unterhaltungsbeilagen. Seit 1907 wurde auch die Stettiner Montagszeitung herausgegeben. Eine Autorin war Karla König. 
1917 wurde das Erscheinen eingestellt, ein Teil der  Zeitung wurde von der Stettiner Abendpost übernommen.